# Thoracochaeta cubita
Thoracochaeta cubita is een vliegensoort uit de familie van de mestvliegen (Sphaeroceridae). De wetenschappelijke naam van de soort is voor het eerst geldig gepubliceerd in 1985 door Marshall and Norrbom.